# Einpersonenpackung

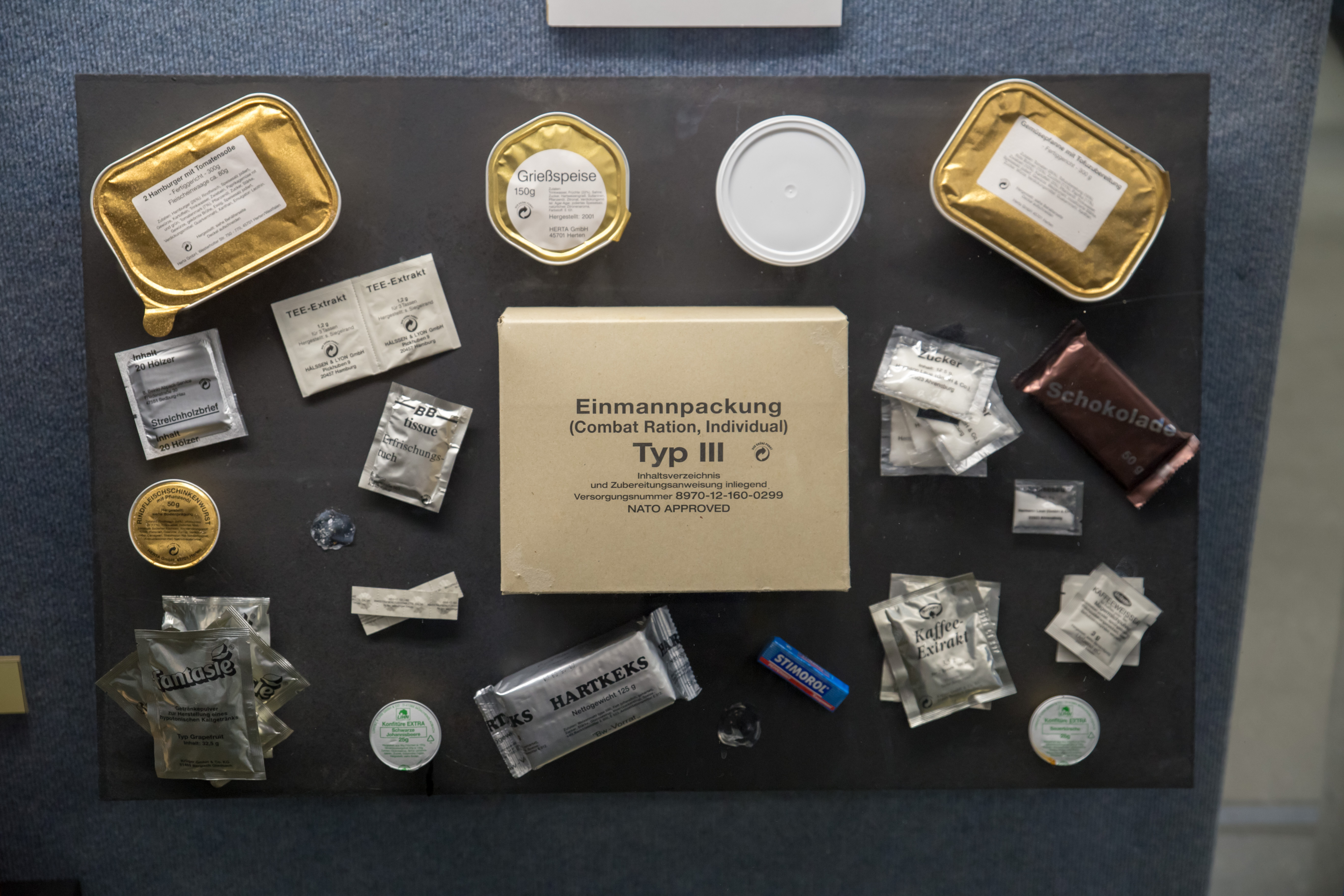
Einmannpackung 2002 als Museumsobjekt in der Wehrtechnischen Studiensammlung Koblenz

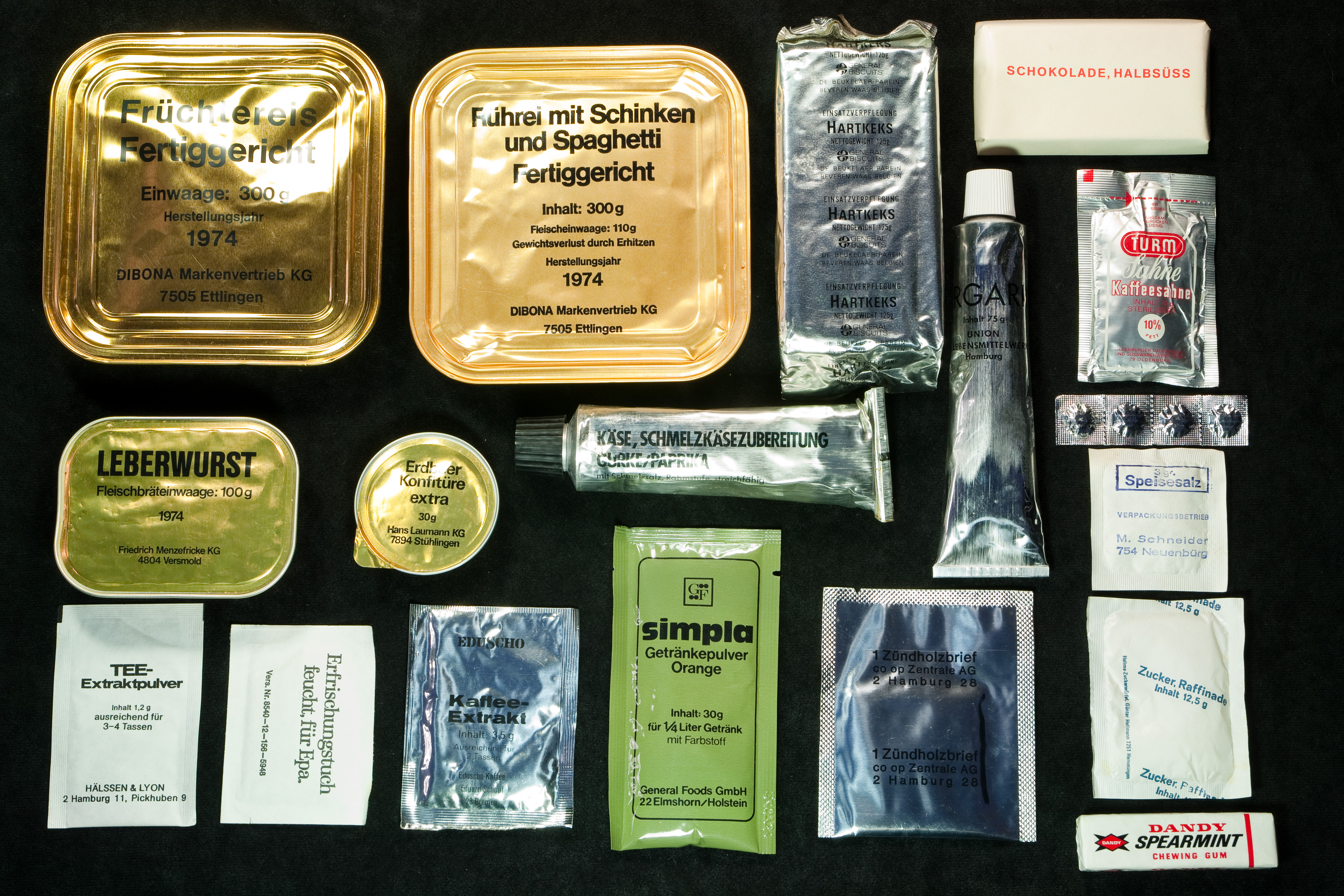
Einmannpackung 1974

Die Einpersonenpackung bzw. Einmannpackung, kurz EPa, ist ein Verpflegungspaket der Bundeswehr, mit dem sich der Soldat mindestens einen Tag lang ernähren kann. Bis 2022 wurde sie als Einmannpackung bezeichnet.

## Geschichte
Ein Vorläufer der Einmannpackung war eine Überlebensration als Notverpflegung für Soldaten und wurde bei der Wehrmacht offiziell Eiserne Ration genannt. Bei Ausfall der regulären Verpflegung durfte die besonders verpackte Notverpflegung nur auf ausdrücklichen Befehl des kommandierenden Offiziers geöffnet und verzehrt werden. Dieser Befehlsvorbehalt ließ sich im Krieg jedoch nicht aufrechterhalten. Zuständig für die Versorgung und Verteilung der Eisernen Ration war der Feldverpflegungsoffizier. Bei der Bundeswehr wurde die Einmannpackung als leicht handhabbare Verpflegung eingeführt, um eventuelle Versorgungslücken zu überbrücken.
Die Einmannpackung wurde 2022 in „Einpersonenpackung“ umbenannt. Bis dieser Wechsel vollzogen ist, werden aber aufgrund der langen Lagerzeiten der Packungen noch einige Jahre vergehen.

## Beschreibung
Falls keine Verpflegung durch die Feldküche erfolgt, werden an die Soldaten der Bundeswehr Einpersonenpackungen ausgegeben. Diese sind haltbar und sofort verzehrbar, ähnlich handelsüblichen Fertiggerichten, die nur mit dem Esbitkocher erwärmt werden müssen oder auch kalt gegessen werden können. Nach neuerer Anweisung sind die Hauptgerichte in einem heißen Wasserbad zu erwärmen, um Ablösungen aus der Alu-Verpackung zu vermeiden. Dies erschwert bei geringer Wasserversorgung aber die Zubereitung – das verwendete Wasser kann nicht mehr für die Zubereitung von Getränken benutzt werden.
Die einzelnen Rationen unterscheiden sich in Umfang und Zubereitungsverfahren und es gibt ein gewisses Sortiment an Hauptmahlzeiten. Allen gemein ist, dass sowohl auf unterschiedliche Essgewohnheiten (vegetarischer Inhalt) sowie Glaubensrichtungen (Ausführungen ohne Schweine-/Rindfleisch) Rücksicht genommen wird. Die einzelnen Bestandteile sind meist handelsübliche Produkte wie Dosenwurst, die die Kosten senken.
Die Haltbarkeit solcher Pakete hängt stark von der Lagerung ab. Die Bundeswehr gibt die Haltbarkeit (Verbrauchszeit) mit 3,5 Jahren an. Jedoch lässt sich die Haltbarkeit verlängern, wenn die Pakete bei niedrigeren Temperaturen über dem Gefrierpunkt und ohne Sonneneinstrahlung gelagert werden – nicht einfrieren, da sonst der gegenteilige Effekt erzielt wird.

## Bezeichnungen für Verpflegungspakete anderer Armeen

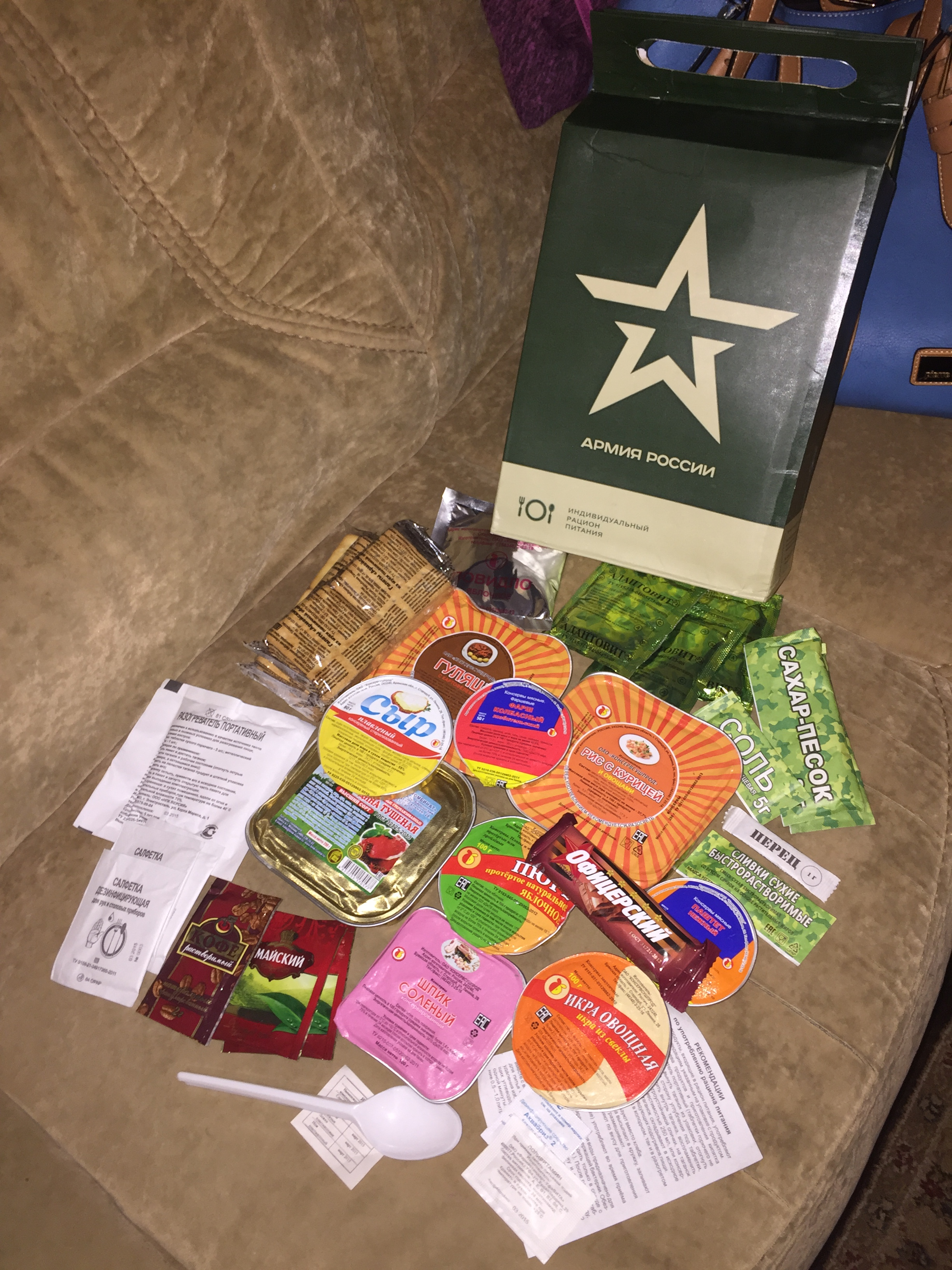
Verpflegungspaket eines russischen Soldaten, 2016

- Australien: Combat Ration Pack (CRP)
- Belgien: One-One (eine Portion für eine Person für einen Tag)
- Dänemark: Feltforplejning
- Deutsche Demokratische Republik, Nationale Volksarmee: Verpflegungskomplekte Konzentratportion (K-Portion)[3] sowie Eiserne Portion (E-Portion)
- Frankreich: Ration de Combat Individuelle Réchauffable (RCIR)
- Italien: Razione Viveri da Combattimento, Razione Viveri Speciale da Combattimento
- Japan: Sento Ryoshoku (戦闘糧食), Typ I besteht aus Dosengerichten und Typ II ist in Vakuumbeuteln verpackt.
- Kanada: Individual Meal Pack (IMP)
- Korea: Korean military MRE (한국군 전투식량)[4], Typ I (Ultrahocherhitzt), Typ II (Gefriergetrocknet), Typ III (Ultrahocherhitzt, mit selbsterhitzendem Wärmebeutel)
- Kroatien: Individualni Borbeni Obrok
- Niederlande: WOL pakket (Warm, ontbijt, lunch)
- Österreich: Kaltverpflegung (KV)
- Russland: Individual’nyj racion pitanija – povsednevnyj (IRP-P) (Индивидуальный рацион питания повседневный ИРП-П)
- Schweden: Grönpåse (Grüne Tüte)
- Schweiz: Notration
- USA: United States military ration, Meal, Ready-to-Eat (MRE), Mountain Ration (nur eine Mahlzeit)
- Vereinigtes Königreich: 24 Hour Operational Ration Pack (ORP)

## Die einzelnen Pakete

### Die deutschen EPa

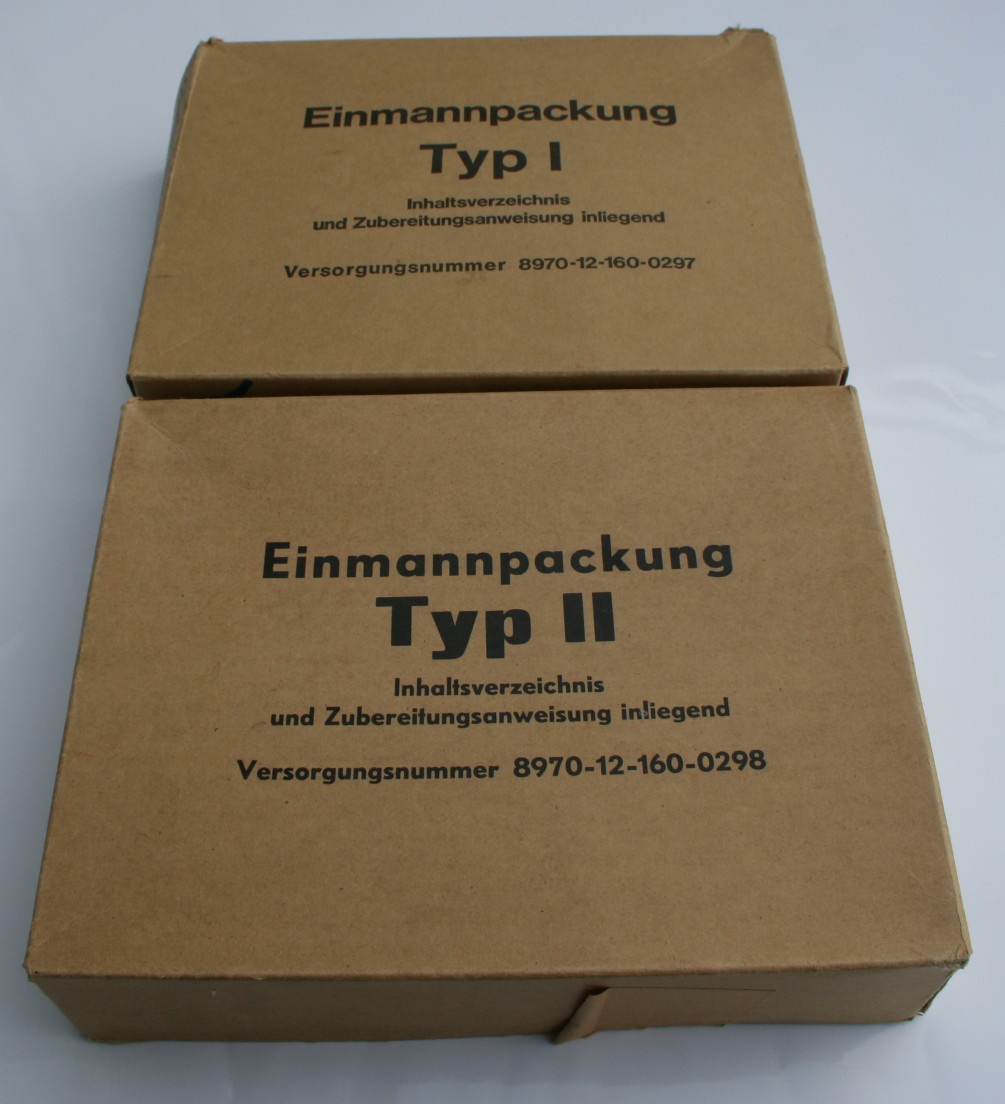
EPA-Kartons von 1981

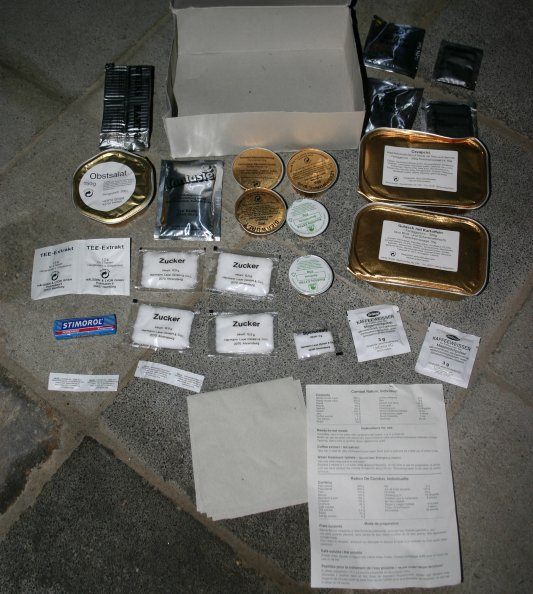
Inhalt einer Einmannpackung Typ II

Eine Einpersonenpackung (EPa) enthält 27 Lebensmittel wie Brotbeläge, Getränkepulver und zwei Fertiggerichte für drei Mahlzeiten eines Soldaten. Zusätzlich Hygienepapier, Streichhölzer, Erfrischungstuch und Wasseraufbereitungstabletten. Der physiologische Brennwert beträgt 15,9 MJ (3800 kcal), das Gewicht 1600 g. Es gibt auch EPa vegetarisch oder ohne Schweine- oder Rindfleisch.
Für den Inhalt der EPa ist das Verpflegungsamt der Bundeswehr zuständig. Während des Kalten Kriegs wurden vier Sorten der EPa eingelagert, kurz nach der Wiedervereinigung wurde die Vorratshaltung abgeschafft. Das Gesamtgewicht liegt bei ca. 1,2 kg für eine Verpflegungsration. Mit der Teilnahme Deutschlands an diversen Auslandseinsätzen wurde es wieder nötig, EPa zu lagern. Seither werden die Typen I bis IV zusammengestellt. Diese unterliegen fortlaufend einer bedingten Anpassung an den Geschmack der Truppe und die Angebote der Hersteller.
Die EPa-leicht
ist an Volumen und Gewicht reduziert auf 1000 g und mit dehydrierten Lebensmitteln wie Trockenfertiggerichte, Energieriegel und Weizenkeimlingskekse für die Einsatzbedingungen der Spezialkräfte versehen. Der Brennwert beträgt 9,2 MJ (2200 kcal).
Die EPa arktisch
ist angepasst an die ernährungsphysiologischen Bedürfnisse in kalten Klimazonen. Der Brennwert beträgt 20,9 MJ (5000 kcal).
Typ I:
- Fertiggericht 1: Ravioli in Champignonsauce 300 g
- Fertiggericht 2: Indische Reispfanne 300 g
- Zwischenmahlzeit: Grießspeise mit Früchten 150 g

Typ II:
- Fertiggericht 1: Gulasch mit Kartoffeln 300 g
- Fertiggericht 2a: Ćevapčići mit Reis und Gemüse 300 g
- Fertiggericht 2b: Ravioli in Champignonsauce 300 g
- Zwischenmahlzeit: Obstsalat 150 g

Entweder Fertiggericht 1 mit 2a oder 2b kombiniert, oder 2a und 2b zusammen.
Typ III:
- Fertiggericht 1: Hamburger in Tomatensauce 300 g
- Fertiggericht 2: Südamerikanisches Gemüsechili 300 g
- Zwischenmahlzeit: Grießbrei mit Obst 150 g

Typ IV:
- Fertiggericht 1: Linseneintopf mit Mettwurst
- Fertiggericht 2: Spiralnudeln in Hackfleischsauce

Typ V:
- Fertiggericht 1: Tortellini mit Schweinefleischfüllung in Tomatensauce
- Fertiggericht 2: Reis mit Putenfleisch, Tintenfischringen und Garnelen
- Zwischenmahlzeit: Obstsalat 150 g

Sonstiger Inhalt:

Der sonstige Inhalt, auf dem Bild zu erkennen, ist immer gleich und lässt sich gegenseitig ergänzen (zum Beispiel Schokolade über Obstsalat, Schmelzkäse über Nudeln oder Ähnliches).
- Dosenbrot
- Hartkekse
- Wurst
- Streichkäse
- Konfitüre
- Zartbitterschokolade
- Kaugummi
- Tee-Extrakt
- Kaffee-Extrakt
- Kaltgetränkepulver
- Zucker
- Speisesalz
- Kaffeeweißer
- Wasserentkeimungstabletten (nicht mehr in allen Packungen enthalten, die Chlortabletten wurden aus gesundheitlichen Gründen entfernt)
- Streichhölzer
- Erfrischungstuch
- Mehrzweckpapier (Papierserviette/Toilettenpapier)

Unterschiede zwischen neuen und alten EPa:
In den EPa der 1960er und 1970er Jahren befand sich folgender Inhalt:
- zwei Mittagsmahlzeiten in Konservendosen
- eine Büchse Vollkornbrot
- ein kleiner Pappkarton mit Hartkeksen
- zwei kleine Dosen Wurst
- eine Tube Weichkäse
- eine Tube Margarine
- eine Tube Marmelade
- Salz
- Entkeimungstabletten
- Streichhölzer
- Pulverkaffee
- Kaffeeweißer
- Teepulver
- zwei Beutel mit Fruchtsaftkonzentrat
- 50 Gramm Zartbitterschokolade
- ein Müllbeutel
- ein Tragebeutel
- drei Papierhandtücher.

Die Konservendosen mussten mit dem Dosenöffner des Feldessbestecks, die Tuben mit einem Messer geöffnet werden.
Die EPa aus den 1980er bis in die frühen 1990er Jahre hatten nur ein Hauptgericht, für Typ 1 bis Typ 4 jeweils unterschiedlich. Die ‘alte’ EPa bestand aus quadratischen Hauptmenüs, die neuere EPa aus rechteckigen Hauptmenüs. Die quadratischen Hauptmenüs passten in das Bundeswehr-Kochgeschirr, die neueren rechteckigen nicht mehr. Zusätzlich enthielten die ‘alten EPa’ kein Zwischengericht.
Mitte der 1990er Jahre waren in den EPA noch 2 Packungen Hartkekse enthalten. Da die süßlich schmeckenden Hartkekse zusammen mit der enthaltenen Wurst aber eher seltsam schmeckten, ersetzte man in der 2. Hälfte der 1990er Jahre eine Packung Hartkekse durch Cracker, welche wiederum um 2010 durch das Roggenbrot ersetzt wurden.
Ein weiterer Unterschied liegt in der Haltbarkeit, bei den 'alten’ EPa hat die Bundeswehr eine Mindesthaltbarkeit von 10 Jahren angegeben, bei den neueren EPa und EPa-Leicht wird sie mit 3,5 Jahren angegeben.
Weitere Informationen:
Die Energiezufuhr aus einer EPa entspricht rund 13,8 MJ (3300 kcal), bei einem Gesamtgewicht von 1,6 kg.
Die Hauptmahlzeiten der EPa können laut Beipackzettel „ohne Nährwertverlust und wesentliche Einbuße im Geschmack auch kalt verzehrt werden“. Allerdings empfiehlt sich ein Erwärmen in heißem Wasser oder auf dem Esbitkocher.
Die deutsche EPa enthält, im Gegensatz zu anderen NATO-Staaten, keine einzelne Mahlzeit, sondern eine komplette Tagesverpflegung. Auch ist keine Möglichkeit zur Erwärmung enthalten. Lediglich ein wasserdichtes Streichholzbriefchen ist beigefügt. Besteck und Esbitkocher gehören zur persönlichen Ausrüstung des Soldaten; Esbit kann wie Schuhcreme als Mengenverbrauchsgut empfangen werden.

### EPa leicht
1999 wurden zusätzlich die EPa leicht bei der Bundeswehr eingeführt, da man erkannte, dass die herkömmlichen für Einsatzzwecke zu unhandlich und schwer sind. Die Hauptgerichte sind bei der EPa leicht gefriergetrocknet. Die Verpflegungsbeutel entsprechen handelsüblicher Trekkingnahrung und werden von denselben Herstellern produziert. Zudem fehlen im Vergleich zur EPa die Hartkekse, das Dosenbrot und die Brotbeläge, dafür enthalten diese Kekse, Getränkepulver und Energieriegel. Nachteilig ist, dass zur Zubereitung der Warmverpflegung jetzt zwingend heißes Wasser benötigt wird. Verfügbar sind Mann-Tagesrationen „Kalte Regionen“ Bruttogewicht je Paket ca. 850 g mit 2739 und 2797 kcal und „Warme Regionen“ Bruttogewicht je Paket ca. 700 g mit 2075 und 2279 kcal für die gesamte Verpflegungsration. Neben dem wesentlich höheren Preis für die gefriergetrocknete Verpflegung ergibt sich damit auch ein wesentlich geringerer Nährwert.
Typ VI EPa leicht:
- Fertiggericht 1: Fertiggericht Schweinegulaschtopf mit Nudeln 300 g
- Fertiggericht 2: Fertiggericht „Mexiko-Hacksteak“: Hacksteak mit Kartoffeln und Gemüse 300 g

Typ VII EPa leicht:
- Fertiggericht 1: Fertiggericht Reis mit Hackfleischsoße 300 g
- Fertiggericht 2: Fertiggericht Schupfnudeln mit Fleischbällchen 300 g

Typ VIII EPa leicht:
- Fertiggericht 1: Fertiggericht Erbseneintopf mit Mettwurst 300 g
- Fertiggericht 2: Fertiggericht Currywurst 300 g

Typ IX EPa leicht:
- Fertiggericht 1: Fertiggericht „Bifteki-Teller“: Griechisches Hacksteak mit Gemüse 300 g
- Fertiggericht 2: Fertiggericht „Jägertopf“: Nudeln mit Fleischklößchen und Jägersoße 300 g

Typ X EPa leicht:
- Fertiggericht 1: Fertiggericht Elchfleisch-Gourmettopf 100 g
- Fertiggericht 2: Fertiggericht „Pasta Primavera“ 100 g

Typ XI EPa leicht:
- Fertiggericht 1: Fertiggericht Hühnchen in Sahnenudeln 100 g
- Fertiggericht 2: Fertiggericht Reispfanne „Balkanart“ 125 g

Typ XII EPa leicht:
- Fertiggericht 1: Fertiggericht Jägertopf mit Rind und Nudeln 100 g
- Fertiggericht 2: Fertiggericht Kartoffeleintopf mit Röstzwiebeln 100 g

Typ XIII EPa leicht vegetarisch:
- Fertiggericht 1: Fertiggericht Waldpilze-Soja-Ragout mit Nudeln 100 g
- Fertiggericht 2: Fertiggericht Nudeln in Soja-Bolognese 100 g

Typ XIV EPa leicht vegetarisch:
- Fertiggericht 1: Fertiggericht Gartengemüse-Sojarisotto 125 g
- Fertiggericht 2: Fertiggericht Paprika-Sojaragout mit Nudeln 100 g

Sonstiger Inhalt (variierend):
- Brot 170 g
- Weizenkeimlingskeks 100 g
- Brotbelag Bierwurst 50 g
- Brotbelag Geflügellyoner 48 g
- Konfitüre 2 × 25 g
- Müsli Schweizer Art 80 g
- Joghurtdessert mit Waldbeeren 80 g
- Erdnüsse gesalzen, geröstet 30 g
- Energieriegel „Chocolate“ 60 g
- Energieriegel „Apfel-Zimt“ 50 g
- Hypotonisches Getränkepulver 4 × 37,5 g
- Basismodul 1 Beutel

Ein Karton EPa leicht enthält die identischen Tagesrationen für vier Soldaten.
Typ XV Tagespaket:
- Fertiggerichte: Schokomüsli mit Vollmilch, Kartoffeltopf mit Rind, Nudeltopf „Bella Italia“, Milchreis

Typ XVI Tagespaket:
- Fertiggerichte: Müsli mit Rosinen, Äpfeln und Milch, Huhn in Curry, Gemüse-Risotto, Mousse „Stracciatella“

Typ XVII Tagespaket:
- Fertiggerichte: Früchtemüsli „Tropic“, „Beef Stroganoff“, Nudeln in Kräutercreme, Orangencreme

Typ XVIII Tagespaket:
- Fertiggerichte: Nussmüsli, Fischtopf „Rügen“, Couscous, Haselnusspudding

Typ XIX Tagespaket:
- Fertiggerichte: Joghurt-Müsli, Kerbel-Kartoffeltopf, Pasta „Siciliana“, Mousse au Chocolat

Sonstiger Inhalt:

- Nutri „Schoko“
- Cappuccino
- Zitronensaftpulver
- Xiss „Kirsche“
- Weizenkeimlingskekse
- Schokolade 2 x
- K4 Sesamriegel
- Zusatzpäckchen: Tee, Salz, Zucker, Erfrischungstuch

Ein Karton EPa leicht enthält:
- 4 × Hauptgericht A 80 g
- 4 × Hauptgericht B 80 g

Die 19 verschiedenen Hauptgerichte sind Paella, Nudeltopf „Carbonara“, Schinkenspecksteinpilztopf „Schwarzwald“, Fischtopf „Rügen“, Kartoffeln mit Rindfleisch, Nasi Goreng, Bœuf Stroganoff, Nudeln Bolognese, Erbseneintopf mit Speck, Huhn in Curryrahm, Kartoffeltopf, Gemüserisotto mit Huhn, Zigeunertopf, Nudeln in Kräutercreme und weitere.
- 4 × Nährstoffpulver 50 g

Aus dem Nährstoffpulver lässt sich ein milchshakeähnliches Getränk in den Geschmacksrichtungen Vanille, Schokolade, Banane und Erdbeere herstellen. In jedem Karton ist nur eine Geschmacksrichtung enthalten.
- 4 × Energieriegel „Mandel“ 75 g
- 4 × Energieriegel „Zitrone“ 75 g
- 4 × Weizenkeimlingskekse 100 g
- 4 × Mineralgetränkepulver 30 g

Das Mineralgetränkepulver gibt es in den Geschmacksrichtungen Kirsche, Zitrone und Tropic. Es ist jeweils nur eine Geschmacksrichtung in einem Karton enthalten.
- 4 × Vitaminbrausetabletten 4,5 g
- 4 × Tee-Extrakt 1,2 g
- 8 × Kaffee-Extrakt 3,5 g
- 6 × Kaffeeweißer 3 g
- 8 × Zucker 12,5 g
- 4 × Salz 3 g
- 2 × Kunststoffbeutel
- 1 × Brief Streichhölzer
- 8 × Blatt Mehrzweckpapier
- 8 × Streifen Wasseraufbereitungstabletten